# Hydrochus hanoewanti
Hydrochus hanoewanti är en skalbaggsart som beskrevs av Dewanand Makhan 1994. Hydrochus hanoewanti ingår i släktet Hydrochus och familjen gyttjebaggar. Inga underarter finns listade i Catalogue of Life.